# Llibre del Repartiment de Mallorca
El Llibre del Repartiment de Mallorca es un libro de registro del siglo XIII donde los escribanos del rey Jaime I anotaban las promesas de donación de propiedades para cuando se terminase la conquista de Mallorca. En él se registran meticulosamente las donaciones de casas o terrenos hechas por Jaime I a los nobles aragoneses, catalanes y en definitiva a todos los que participaron en la cruzada de la conquista. Evidentemente, los bienes habían sido expropiados a los musulmanes que habitaban la isla de Mallorca con anterioridad.
Este libro se conserva en el «l'Arxiu del Regne de Mallorca», en la ciudad de Palma, aunque en realidad consta de dos volúmenes: uno bilingüe en latín y árabe, y otro en lengua catalana.
Los colectivos que tuvieron mayor participación en la empresa fueron Barcelona y Marsella, la primera con un total de 877 caballerías y la segunda con 636, seguidas de la casa del Temple que obtuvo 525.
Existen otros documentos similares con la misma función para diferentes territorios, como el Llibre del Repartiment de Valencia.